# Philonotis calcarea
Philonotis calcarea là một loài rêu trong họ Bartramiaceae. Loài này được Bruch & Schimp. Schimp. mô tả khoa học đầu tiên năm 1856.

## Hình ảnh

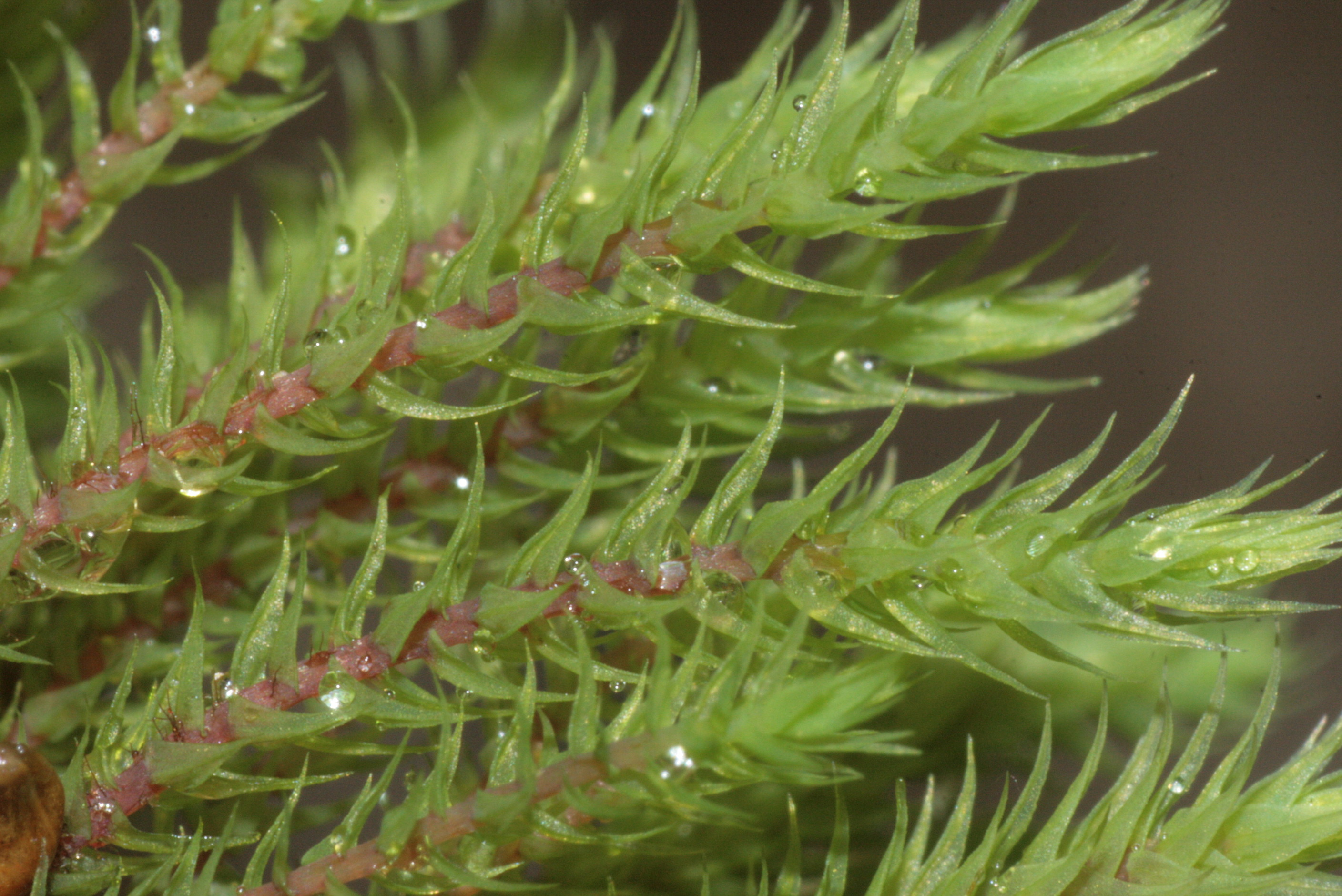
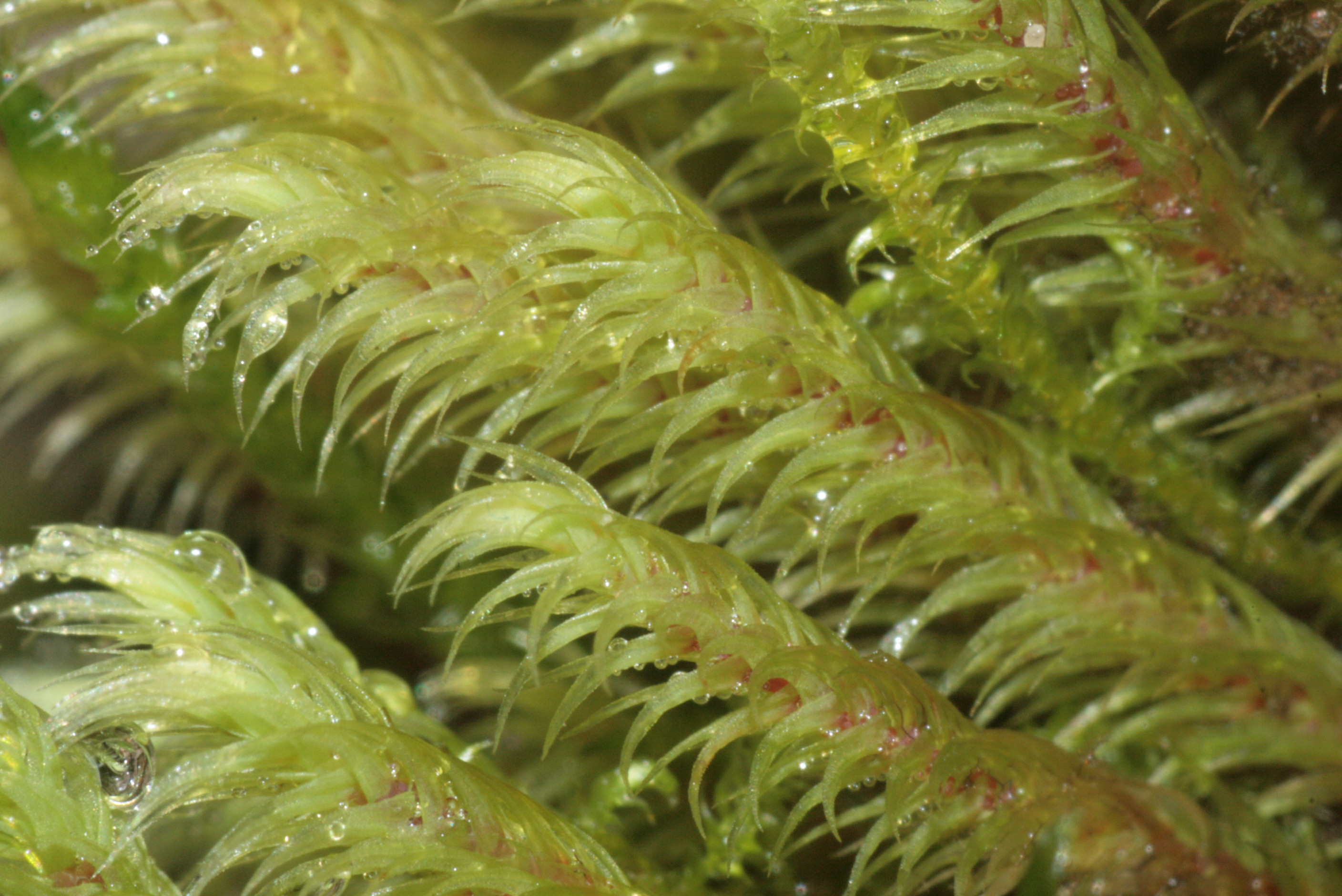
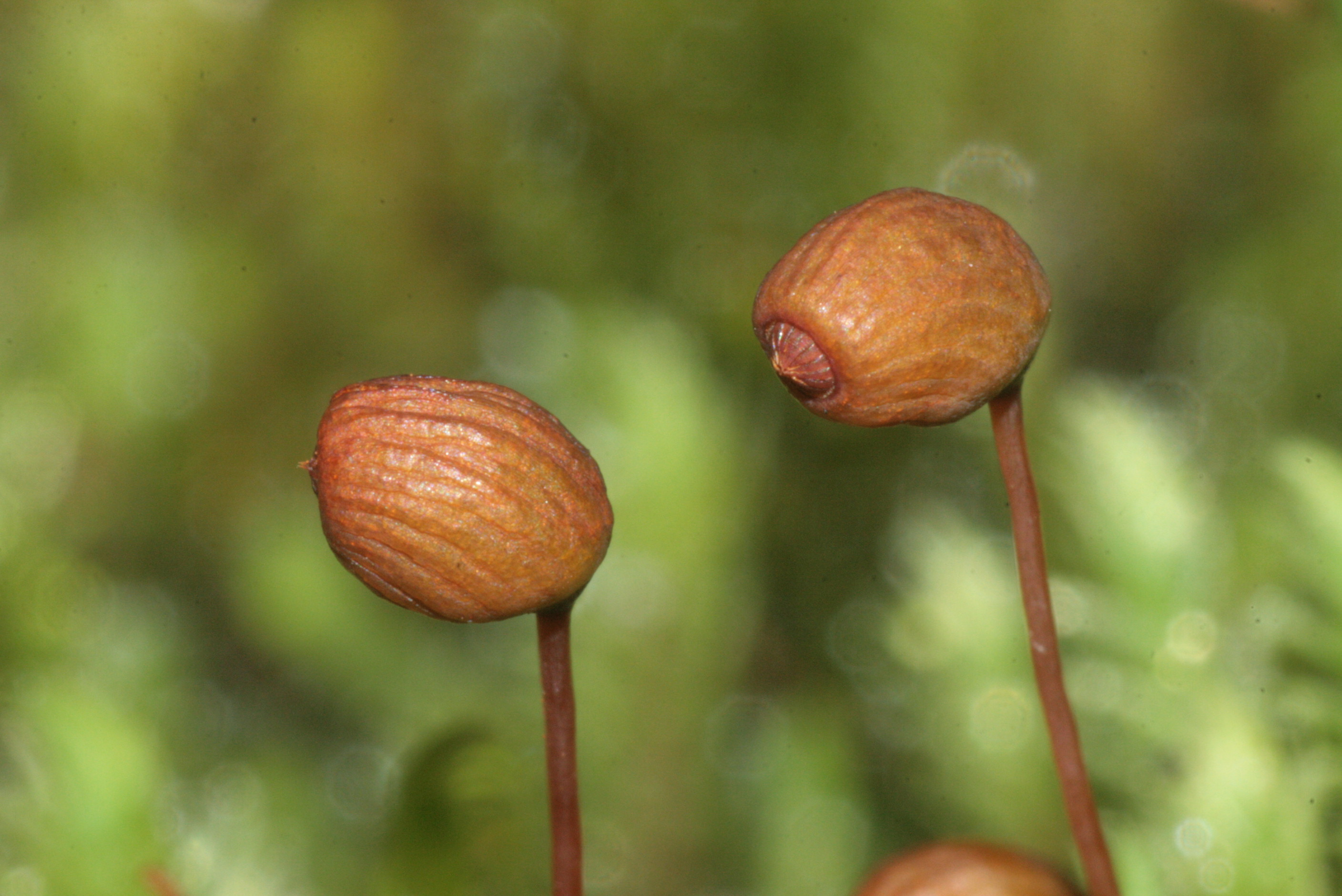
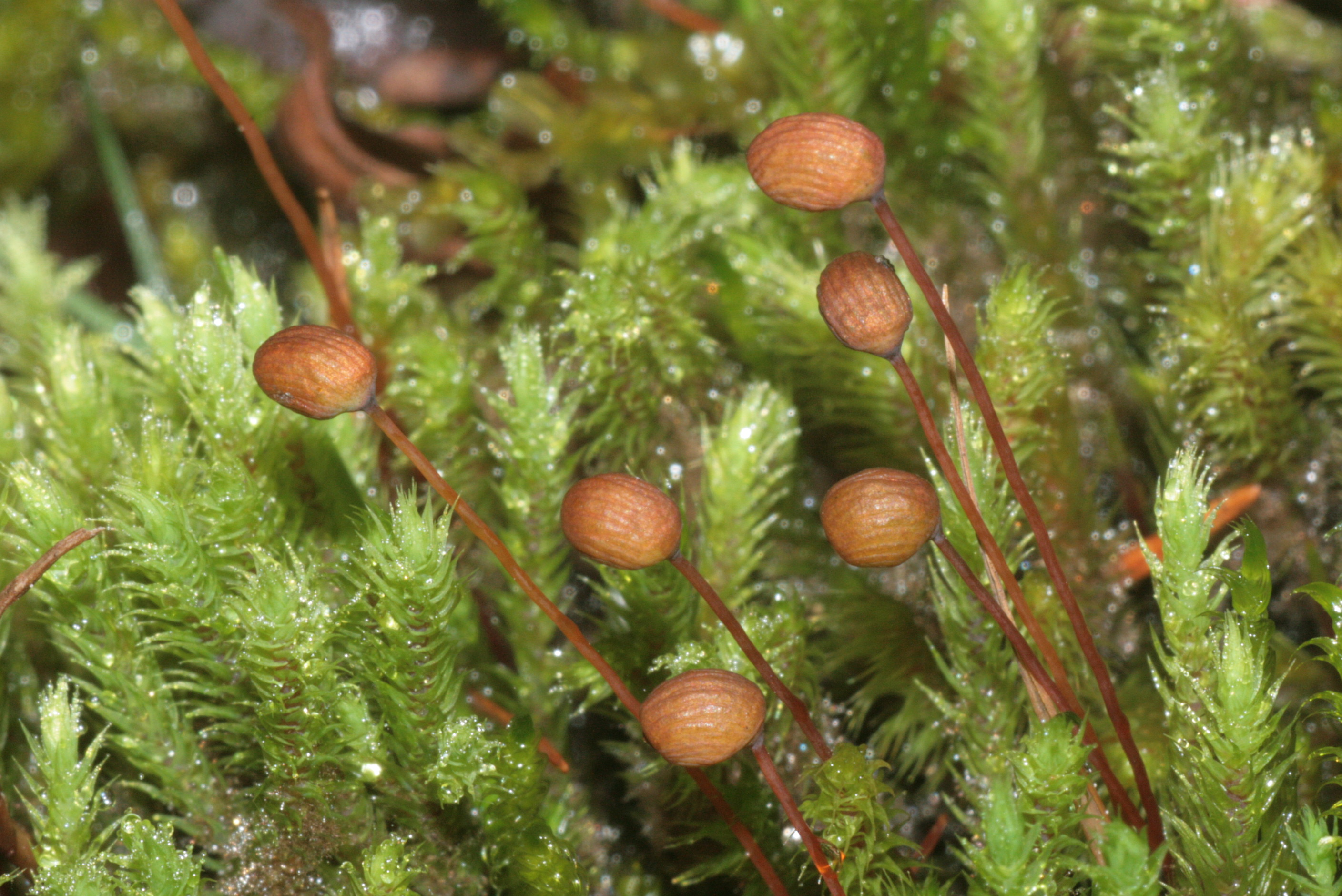